# 多黨制
多黨制是一種政黨體系，由三個以上（包含三個）的主要政黨競爭政府執政權，有別於一黨專政、一黨獨大及兩黨制。

## 簡介
多党制又细分为温和多党制和粉碎多党制。
溫和多黨制政黨體系由三個以上總數有限的、有實力取得國會議席的政黨組成。往往沒有任何一個政黨能夠贏得多數議席以單獨執政，常常是多個政黨組成聯合政府執政。由於具有規模的政黨相對固定，故聯盟模式也相對有限。這些國家多奉行比例代表制，代表性案例是以色列、德國、意大利、奧地利、瑞士、丹麥等。
在某些國家，幾個意識形態相近的大型政黨在選舉前會組成聯盟，一旦勝選將會聯合執政。在另一些國家，政黨在選舉前並不結盟，而在選舉結果公佈後，各政黨談判組成聯盟，擁有多數議席支持（至少是不被多數議席反對）的政黨聯盟組閣聯合執政。
粉碎多黨制由三個以上、數量不固定且政黨存在不穩定的多個政黨組成，黨派聯盟模式較無章法可循，政治情勢常常陷入混亂。相當多實行競爭性政黨制的發展中國家出現粉碎多黨制的特徵，局勢動亂往往以軍事政權或威權體制告終。
不少奉行比例代表制的歐洲及拉丁美洲國家都是典型粉碎多黨制國家或地區。

## 兩線制
一些較長期的結盟，也會令當地政局發展成「兩線制」，由兩個主要政治聯盟和陣營主導政壇，例如馬來西亞的希望联盟和國民陣線、香港的民主派和建制派。
兩線制指政黨體系由多個政黨組成，而政黨之間會結盟，發展成兩大政治聯盟（或稱政治派系、陣營），而政治聯盟以外的政黨，只有極有限的政治影響力。一般來說，兩個政治聯盟均有較明顯的意識形態差距，但一個聯盟以內各政黨也非全有共識，甚至發生同室干戈的現象。在此情況下，政治上會同時出現不少多黨制和兩黨制的特徵。香港就有兩線制的現象。拉丁美洲奉行總統制，因此競選時出現兩大政黨領導下的政治聯盟，如巴西和智利，總統選舉時政治意識形態的政黨結盟推舉一位總統候選人，但在國會選舉各自競選。

## 多黨制國家及地區
在歐洲有： 法國、 德国、 義大利、 荷蘭、 比利时、 盧森堡、 爱尔兰、 奥地利、 瑞士、 丹麦、 挪威、 瑞典、 芬兰、 冰島、 爱沙尼亚、 拉脫維亞、 立陶宛、 波蘭、 乌克兰  捷克、 斯洛伐克、 斯洛維尼亞、 、 苏格兰等。
在美洲有： 格陵兰、 加拿大
在亞洲有： 印度尼西亞、 菲律賓、 马来西亚、 印度、 巴基斯坦、 、 斯里蘭卡、 以色列等。

### 德国
德國的多黨制吸取了以往威瑪共和導致納粹黨崛起的教訓，使其在選舉制度上實行聯立制，但同時設有5%的得票門檻以限制政黨進入議會的數目，現時一般在聯邦議院和州議會最多只有六至七個政黨。

### 荷蘭
荷蘭的多黨制反映在選舉制度上，國會二院採用的選舉制度是開放名單式政黨名單比例代表制，政黨得票率即決定了國會二院的席次比率。在2017年荷蘭大選中，國會二院的第一大黨自由民主人民黨獲得21.3%，第二大黨自由黨獲得13.1%，沒有任何政黨能單獨取得過半席次。

### 马来西亚
馬來西亞在多黨制之下，目前國會下議院形成四大陣營，即國民陣線、希望聯盟、國民聯盟以及砂拉越政黨聯盟。而东马尚有数个本土政党组成不同的聯盟。馬來西亞的政局還牽涉民族及宗教等問題，所以聯盟以內政黨未有太多整合。但一般來說，國陣被視為經濟上較右翼，維護既得利益者和馬來民族，政黨成員黨之間巫統具有優勢領導地位，而希望聯盟的政治倾向则为中間偏左，主張改革和進步主義，成員黨之間的政治地位平等。

### 香港
2020年香港民主派總辭前，香港立法會實行比例代表制選舉，出現粉碎多黨制及兩線制。
以粉碎多黨制而言，第一大黨民建聯在香港立法會所佔之議席比例不足全部議席的兩成，隨之為民主派的民主黨和公民黨。除了以上的政黨外，亦包括自由黨、新民黨、工聯會、人民力量、熱血公民以及其他獨立議員或「一人政黨」，如民協、社會民主連線等，這些政黨在議會只佔有一個席位。
以兩線制而言，香港政治生態主要可以分為民主派及建制派兩大陣營。前者爭取改革立法會的直選方式和選舉制度，廢除立法會功能界別，並爭取行政長官由一人一票選出，後者則對政制改革較為保守甚至反對，傾向政制維持現狀，維持和改革功能界別，並支持中華人民共和國政府和香港特別行政區政府。
民主派方面，整體上政綱比較傾向社會自由主義和進步主義，社會及經濟理念大多偏向左翼，不過由於以內也有不同，例如工黨及社會民主連線較為左翼，以基層政綱為主；民主黨及公民黨則較為向中間派靠攏，以中產選民和私人屋苑為主要對象。
建制派方面，整體上政綱比較傾向保守主義，社會及經濟理念大多偏向右翼，但分別最大的可算是民建聯、工聯會及自由黨。民建聯是「跨階層」政黨，支持者有原來的傳統左派工人及教師，也有鄉事派及商界支持，如中華廠商會，立場偏向右翼和中國民族主義，但支持票源主要是公屋住戶和基層為主，因主要是獲傳統左派的支持，故仍被稱為「左派」；工聯會以較偏左翼的政綱獲得選民支持，以工會會員為支持對象，但於整個建制陣營內都比不少建制派政黨還要親政府，除了民建聯外；自由黨則完全相反，經濟及社會理念均向保守主義和右翼靠攏，反對褔利主義，主張曾反對最低工資，其後支持較低的最低工資水平，但反對標準工時，建制派在道德議題上亦較為保守。即使所謂於建制陣營內也非一定完全支持特區政府的所有政策，例如香港基本法23條立法，便是由當時自由黨臨陣倒戈，結果香港特區政府未能取得足夠票數通過而擱置立法，在過去，自由黨在民主派和建制派之間起協調作用。但自2016年，以張宇人、邵家輝為首的自由黨新領導層上任後，以田北俊為代表的“淺藍”派便被架空。這也標誌著自由黨的主流派系正在向傳統建制派靠攏。